# Erechthias sisyranthes
Erechthias sisyranthes är en fjärilsart som beskrevs av Edward Meyrick 1930. Erechthias sisyranthes ingår i släktet Erechthias och familjen äkta malar.
Artens utbredningsområde är Fiji. Inga underarter finns listade i Catalogue of Life.